# Phoebe scortechinii
Phoebe scortechinii là một loài thực vật thuộc họ Lauraceae. Đây là loài đặc hữu của Malaysia.